# Луперкалии
Луперкалиите (на латински: Lupercalia или Lvpercalia) са празници на изобилието в древния Рим, посветени първоначално на покровителя на вълците Луперк ("прогонващият вълците"), чийто култ се слива впоследствие с този към бог Фавн и „Луперк“ става едно от неговите прозвища. Луперкалиите се празнуват на 15 февруари. В този ден в подножието на Палатинския хълм при пещерата Луперкал (където според преданието е живяла вълчицата - лат. Lupa, - отгледала Ромул и Рем), жреците, наречени „луперци“, принасят в жертва кози, козли и кучета. След това намятат върху голите си тела прясноодраните кози кожи и обикалят Палатинския хълм (най-старата част на Рим), стремейки се да уловят и завържат с ремъци от козя кожа жените и удрят с камшици от същата кожа всеки срещнат. Жените доброволно се оставяли на ударите и връзването, защото според вярването това носи плодовитост.
Предишният ден се посвещава на римската богиня на брака, майчинството и жените, Юнона. През този ден девойките пишели любовни писма, слагали ги в голяма урна, а след това мъжете изваждали писмата. Всеки мъж трябвало да ухажва девойката, чието писмо е изтеглил, според волята на боговете.
Луперкалиите са корените на сегашния празник на любовта, Свети Валентин.